# Smålandsposten
Smålandsposten är en dagstidning som ges ut i Kronobergs län med huvudkontor på Linnégatan 2 i Växjö, utgiven sedan 1866. Den ingår i koncernen Gota Media.
Kristina Bingström blev i februari 2019 tidningens första kvinnliga chefredaktör. 
Tidningen står fri från något politiskt parti men betecknas som moderat. Smålandsposten säger sig verkar för "kristna värderingar, konservativ ideologi i förening med liberal idétradition samt för näringsfrihetens och äganderättens bevarande".

## Historik
Frans Johan Munther och Carl Lundgren grundade tidningen 1866. Tidningen hade därefter olika ägare fram till 1898 när familjen Göthe klev in bland ägarna och snart kom att äga hela tidningen.
Tidningen såldes 1975 till stiftelsen Barometern, som ägde Kalmar-tidningen Barometern, och ingår därför sedan 2003 i tidningskoncernen Gota Media AB som ägs gemensamt av stiftelsen Barometern och stiftelsen Tore G Wärenstam (tidigare utgivare av Borås Tidning).

## Chefredaktörer
- Frans Johan Munther, 1866-1872[4]
- Hjalmar Ekerot, 1873-1877
- Axel Victor Forsberg, 1877-1890[5]
- Alfred Hedenstierna, 1890-1898[6]
- Axel Forsberg, 1898[7]-1906[6]
- Albert Ljunggren, 1906-1918[6]
- Axel Bayard, 1918-1934[6]
- Gunnar Franzén, 1934[8]-1966
- Lars-Erik Melldahl, 1967[9]-1970[10]
- Tore Zetterberg, 1970-1982
- Kjell Göthe, 1983-1989
- Kjell Svensson, 1990-1996[6]
- Ulf Johansson, 1997-2005[6]
- Claes Göran Hegnell, 2005[6]
- Lars Johansson, 2005-2007[6]
- Magnus Karlsson, 2007[11]-2019
- Kristina Bingström, 2019[12]-